# コチドリ
コチドリ（小千鳥、学名：Charadrius dubius）は、チドリ目チドリ科チドリ属に分類される鳥類の一種。学名はCharadrius がギリシア語で「峡谷に巣を作る」、dubius がラテン語で「不確かな」を意味する。

## 分布
ユーラシア大陸の中緯度地方以北の熱帯から亜寒帯地域の広範囲で繁殖し、冬季になるとアフリカ大陸北部やユーラシア大陸南部で越冬する。
日本では亜種コチドリが夏季に北海道、本州、四国、九州で繁殖する（夏鳥）。西日本以南の暖地では少数が越冬する（留鳥）。南西諸島では冬鳥。

## 形態
全長が約16 cm、翼開長が約35 cm。日本のチドリ類では最小の種。頭頂部と背面は灰褐色、腹面は白い羽毛で覆われる。
眼の周囲の羽毛は黄色。この太い黄色のアイリングが特徴で、近縁種のハジロコチドリはアイリングがほとんど目立たず、イカルチドリのアイリングはより細い。他のチドリ類と異なり翼の上面に翼帯がない。嘴から眼を通り側頭部へ続く黒い筋模様（過眼線）が入る。額にも黒い斑紋が入り、過眼線と交わる。喉から後頭部にかけての羽毛は白い。頸部には黒い首輪状の斑紋が入る。肢はオレンジ。
夏羽ではこの斑紋が黒いが、冬羽では薄くなる。また咽頭部にも首輪状の黒い斑紋がある。冬羽では眼の周囲の黄色いアイリングの幅が小さくなる。雌雄ほぼ同色。胸の黒い帯は雄の方が太い傾向がある。眼の周囲の太い過眼線は雄が黒色で、雌は褐色味を帯び黒色。幼鳥は全体の色がより褐色味を帯び、額に黒帯がない。

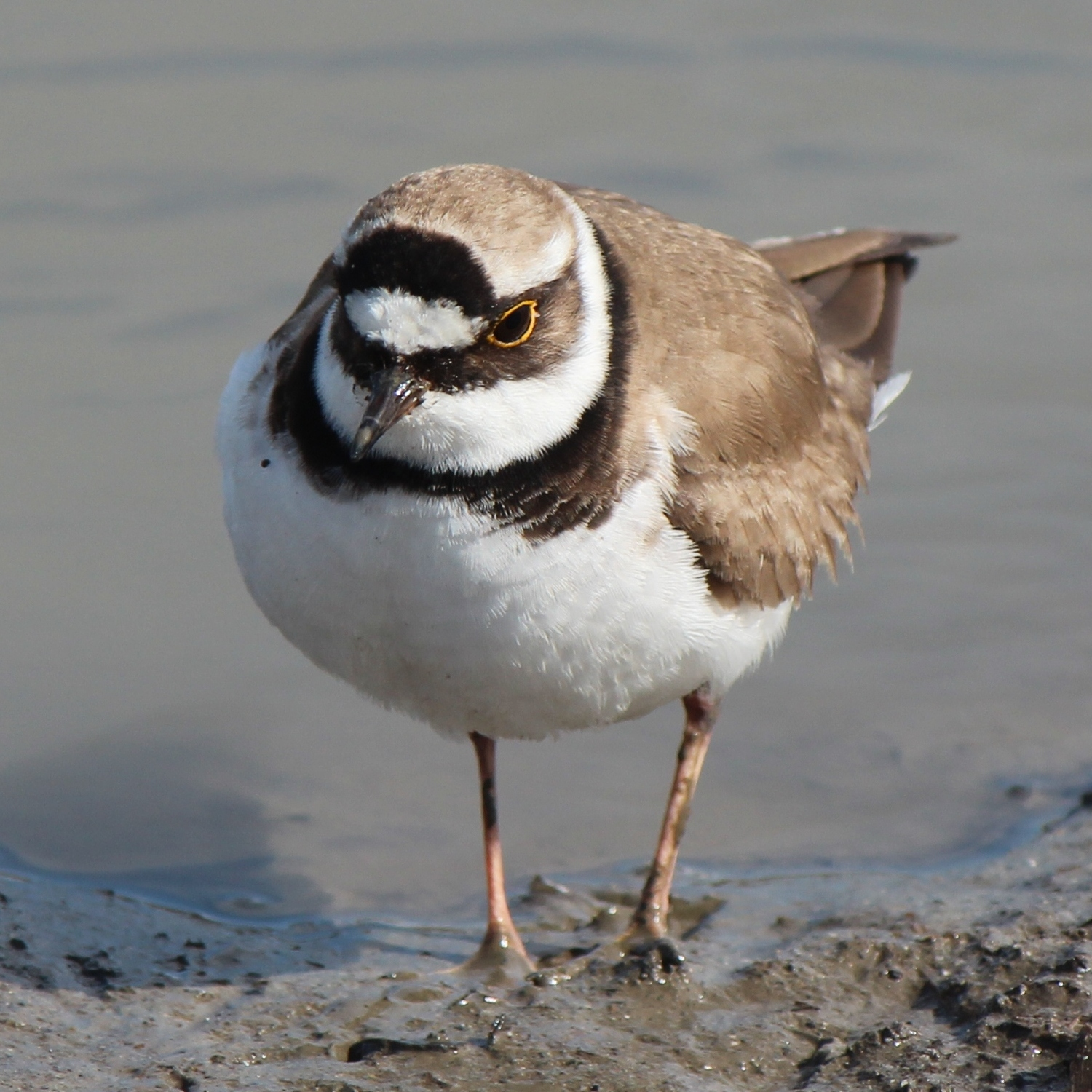
夏羽
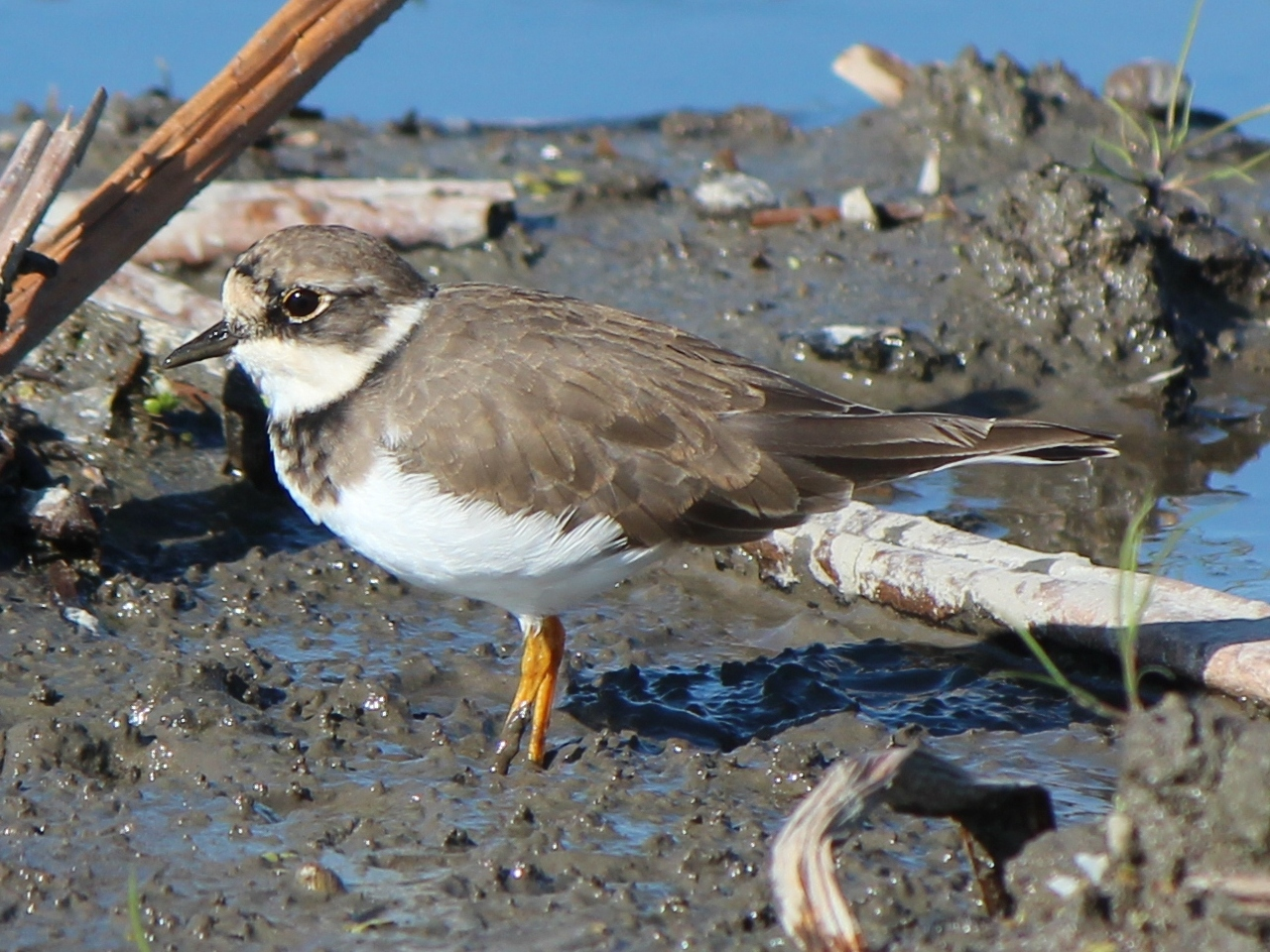
夏羽から冬羽への移行中
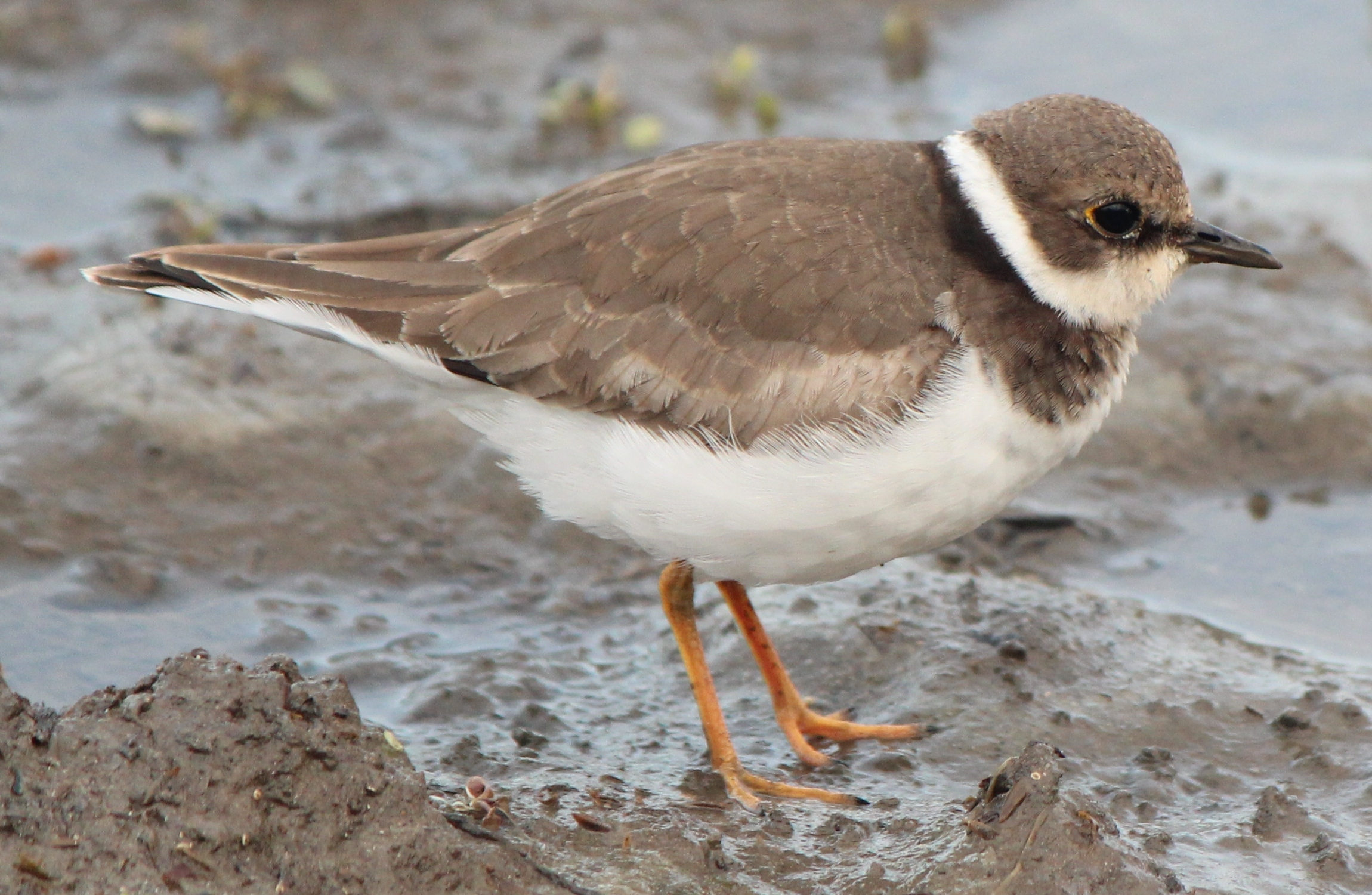
冬羽
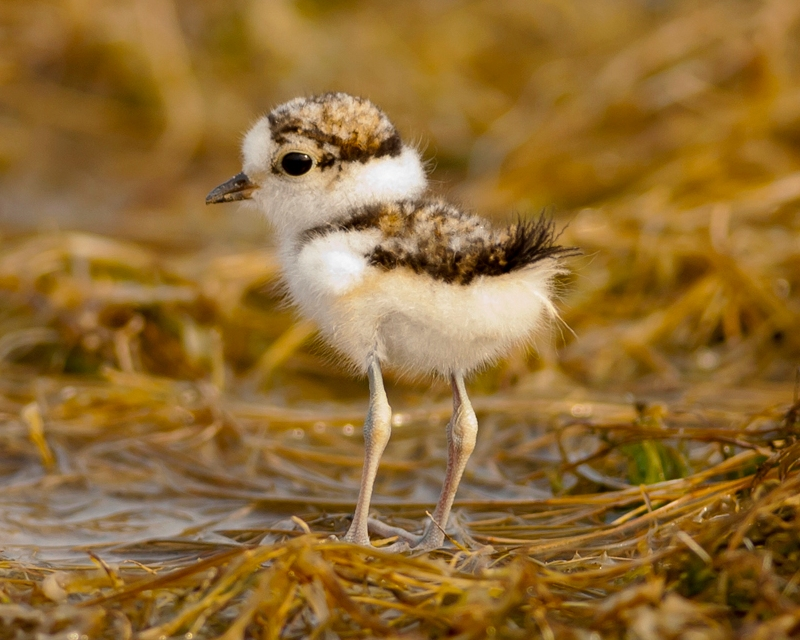
雛

## 生態
海岸や河川の中流域、湖、池、沼、水田、畑等に生息する。渡りの時期には、山地の開けた草原に飛来することもある。
食性は動物食で、昆虫類、ミミズ類などの節足動物を食べる。ユスリカ類の小型昆虫をよく食べる。水田や干潟などで採食することもある。俗に千鳥足と呼ばれるジグザグとした移動と静止を織り交ぜて素早く獲物に詰め寄り捕食する。浅い水辺で片脚を震わせて地面を叩くようにして、水生昆虫をおびき出して捕食することもある。
繁殖形態は卵生。海岸の砂浜や埋立地、内陸の畑や造成地などに巣をつくる。浅い窪地を掘り小石や貝殻、小枝等を敷いた巣に、日本では4-7月に1回に3-4個の卵を産む。雌雄交代で抱卵し、抱卵期間は24-25日。親は巣に外敵が近づくと翼を広げて身を屈め傷ついた振り（擬傷）をして巣から離れ、外敵の注意を巣から反らす。雛はその間じっとして動かず、保護色により周囲の小石と区別がつきづらくなる。雛は孵化後半日ほどで巣を離れ、親と一緒に採食するようになる。生後24-29日程で飛翔できるようになり、その後8-25日で独立する。生後1-2年で性成熟する。「ピィ」、「ピィピョ」と鳴き、繁殖期には「ビュービュー」と鳴きながら飛翔する。

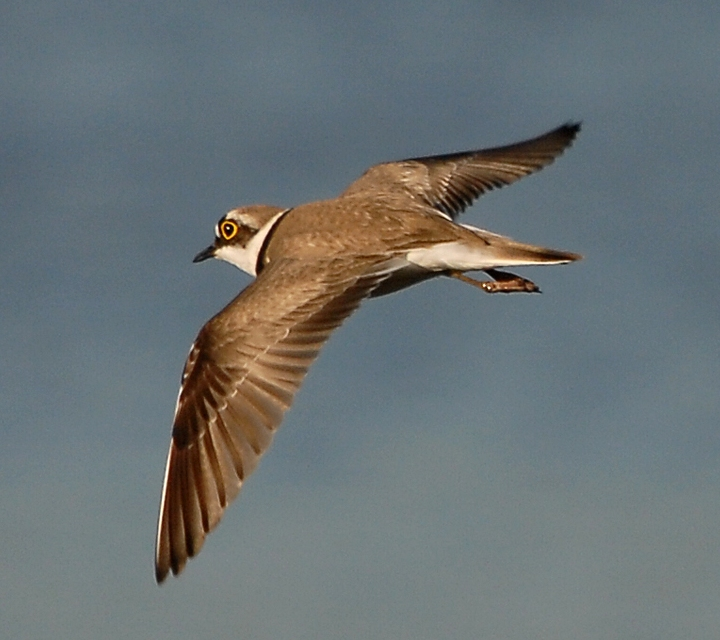
飛行するコチドリ、翼の上面に翼帯がない
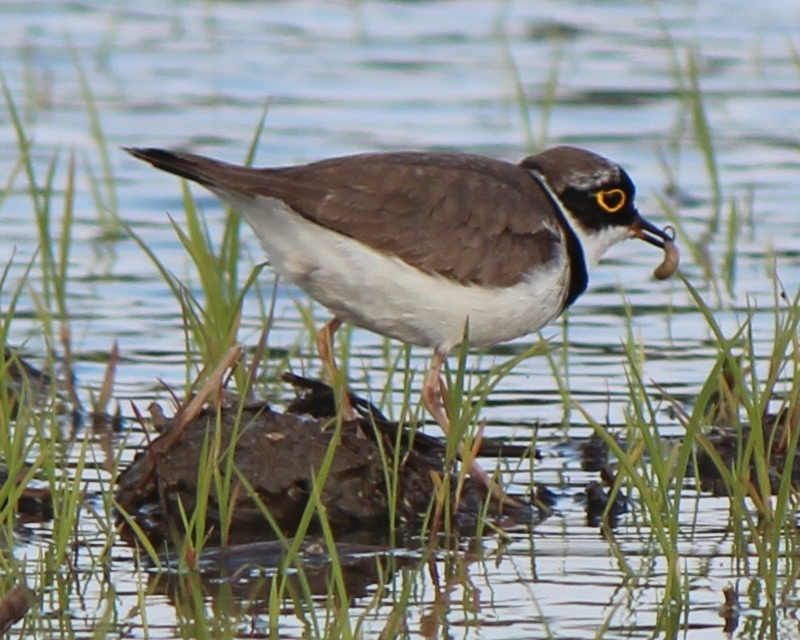
虫を捕食するコチドリ
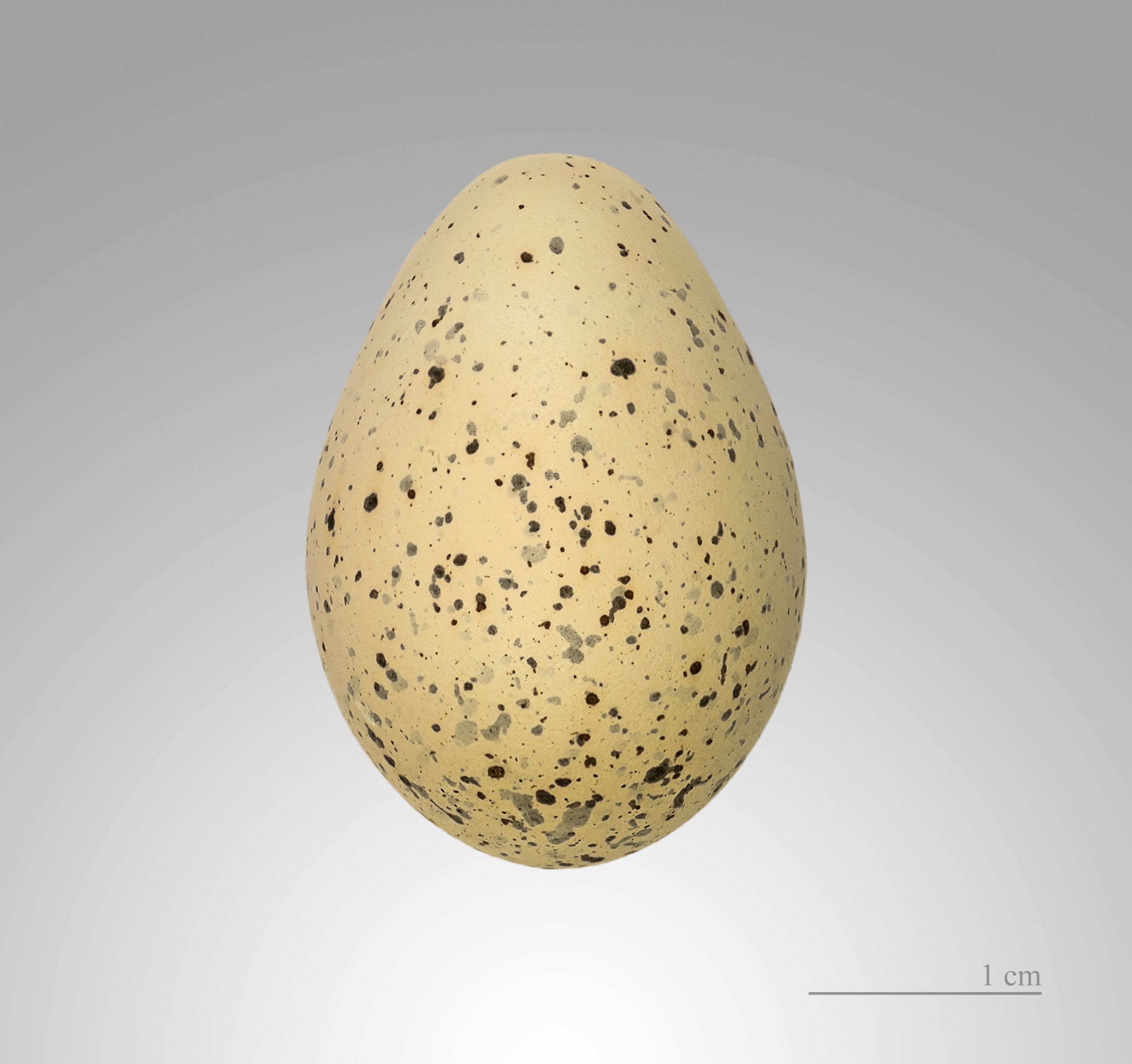
卵
- 鳴き声（音声）

## 人間との関係
- 酒に酔ってふらふらと歩く様を千鳥足というのは、この鳥の歩き方のように真っ直ぐ歩かないことになぞらえている。
- 1997年（平成9年）7月22日から2014年（平成26年）3月31日まで販売された110円普通切手の意匠となった[10][11][12]。

## 分類
以下の亜種に分類されている。
- Charadrius dubius curonicus Gmelin, JF, 1789 - コチドリ、北アフリカ、ヨーロッパ、アジア（南中部と南東部を除く）に分布する。
- Charadrius dubius jerdoni (Legge, 1880) - インドから中国南部の地域とインドシナ半島に分布する。
- Charadrius dubius dubius Scopoli, 1786 - フィリピン、ニューギニア島、ビスマルク諸島に分布する。

## 種の保全状況評価
国際自然保護連合（IUCN）により、レッドリストの軽度懸念（LC）の指定を受けている。個体数は安定傾向にある。
日本では以下の都道府県でレッドリストの指定を受けている。
- 絶滅危惧IB類 - 三重県[16]
  - 重要保護生物（B） - 千葉県（環境省の絶滅危惧IB類相当）[17]
- 絶滅危惧II類 - 東京都、大阪府[18]
- 準絶滅危惧 - 富山県、福井県[19]、長野県、和歌山県、大分県[20]
  - 希少種 - 滋賀県（環境省の準絶滅危惧相当）
- その他
  - 注目種 - 神奈川県
  - 要注目種 - 兵庫県
  - 情報不足 - 岩手県、長崎県